# توني جاكسون (مغني)
توني جاكسون (بالإنجليزية: Tony Jackson)‏ هو مغني بريطاني، ولد في 16 يوليو 1938 في Dingle, Liverpool ‏ في المملكة المتحدة، وتوفي في 18 أغسطس 2003 في نوتنغهام في المملكة المتحدة بسبب تشمع الكبد.